# フセスラフ・ミクリチ
フセスラフ・ミクリチ（ニコラエヴィチ）（ロシア語: Всеслав Микулич (Николаевич)、? - 1186年以前）は、リューリク朝、ポロツク・イジャスラフ家(ru)出身の公（クニャージ）である。史料上、ロゴジュスク公として最初に言及されている人物である。

## 概要
フセスラフの出自は明らかではない。父ミクラの名は、フセフラフの父称から割り出されたものであり、ポロツク公ダヴィドの孫にあたるのではないかと推測されている。
1180年、他のポロツク・イジャスラフ家の諸公と共に、チェルニゴフ公スヴャトスラフに助成して、スモレンスク公ダヴィドと戦ったことが記されている。
フセスラフのその後は明らかではないが、『イパーチー年代記』の1186年の項には、ヴァシリコ・ヴォロダレヴィチという人物がロゴジュスク公として言及されている。